# Yannick Bestaven
Yannick Bestaven (* 28. Dezember 1972 in Saint-Nazaire im Département Loire-Atlantique) ist ein französischer Hochseesegler und Ingenieur. Er gewann im Jahr 2001 die Mini-Transat, war zwei Mal in den Jahren 2011 und 2015 Sieger der Transatlantikregatta Transat Jacques Vabre und gewann die Vendée Globe 2020/21. Als ausgebildeter Ingenieur ist er Mitentwickler des von Éric Tabarly (1931–1998) erdachten Hydrogenerators „Watt&Sea“, ein Schleppgenerator zur Energieversorgung von Segelyachten.

## Biographie
Yannick Bestaven wurde in Saint-Nazaire geboren und verbrachte seine Kindheit in Arcachon. Er besuchte die Schule in Biganos im Département Gironde. Er ging in die Jules-Ferry-Grundschule, bevor er das Jean-Zay-College und dann das Gustave-Eiffel-Gymnasium in Bordeaux besuchte. Er begann ein Ingenieurstudium an der École nationale des travaux publics de l’État (ENTPE), ohne es abzuschließen.
Er entdeckte das Segeln während eines Sommerkurses im Arcachon-Becken beim Club Nautique Taussat Cassy (CNTC) und wurde dann Ausbilder beim Cercle de la Voile d'Arcachon (CVA), einem Segelclub, in dem er sich für Segelwettkämpfe und insbesondere für Hochseeregatten interessierte und begann regelmäßig Regatten zu segeln. Während eines entscheidenden Treffens mit dem Segler Yves Parlier im Jahr 2000 startete Bestaven das erste Mal in einem transozeanischen Wettbewerb, indem er 2001 am Mini-Transat (6,50 m Einrumpfboot) teilnahm, eine Einhandsegeln-Transatlantikregatta in zwei Etappen von Fort Boyard (Département Charente-Maritime) / Puerto Calero à Yaiza auf Lanzarote / Salvador (Bahia) in Brasilien, das er gewann, ohne den anderen Konkurrenten eine Chance zu lassen.
Im Jahr 2007 begann Bestaven als Vorreiter und aus persönlicher Überzeugung das Projekt, in einem Rennen um die Welt zu segeln und dabei ausschließlich erneuerbare Energien (Sonne, Wind und Wasser) zu nutzen, um den für den ordnungsgemäßen Betrieb des Bootes notwendigen Strom zu erzeugen.
Im Jahr 2008 startete Bestaven die Vendée Globe auf der ehemaligen Yacht Aquitaine Innovations von Yves Parlier. Er wollte das Gewicht seines Bootes reduzieren, um die Leistung zu verbessern. Er entwickelte die Idee, die 300 Liter Treibstoff in den Tanks der Yacht durch ein Gerät zur Stromerzeugung an Bord zu ersetzen. Er installierte einen zuverlässigen, leichten und umweltfreundlichen Hydrogenerator.
Im Jahr 2009 gründete Bestaven Firma „WATT & SEA“, die Hydrogeneratoren entwirft, entwickelt, herstellt und vertreibt. Im Jahr 2010 wurden die Hydrogeneratoren auf mehreren internationalen Bootsmessen präsentiert: „Grand Pavois“ in La Rochelle (Frankreich), METS in Amsterdam (Holland) und „Nautic de Paris“ (Frankreich). Sie erwiesen sich als großer Erfolg.
Bestaven war an einer Reihe von Zweihand-Rennen der Bootsklasse Class40 beteiligt, bis er im Jahr 2018, zehn Jahre nach seiner ersten Vendée-Globe-Kampagne, seine IMOCA-Kampagne erneut startete. Mit der Yacht Maître CoQ nimmt der Skipper aus La Rochelle an allen Solo-Rennen teil, aber auch an Zweihand-Rennen mit Roland Jourdain. Am 8. November 2021 ging er an den Start des berühmtesten Solo-Rennens um die Welt, das er nach 80 Renntagen und nach der Rettung von Kevin Escoffier gewann. Im Sommer 2022 stellte Bestaven seinen neuen IMOCA vor, ein Entwurf von Guillaume Verdier und Schwesterschiff des 11th Hour Racing Team-Mālama, mit dem er einige Monate später an der Route du Rhum teilnahm und den 19. Platz belegte. Anfang 2023 reiste das Maître CoQ-Team zum Training nach Cascais in Portugal, um Erfahrungen mit den Foilern der neuesten Generation zu sammeln.
Yannick Bestaven konnte aufgrund einer Schulterverletzung nicht am ersten Rennen der Saison 2023, dem „Guyader Bermuda 1000 Race“, teilnehmen. Er startete zusammen mit Julien Pulvé an Bord der Yacht Maître CoQ V (IMOCA 60) in den anderen Rennen der Saison, insbesondere nahmen beide an der Transat Jacques Vabre 2023 teil, die sie aufgrund eines gerissenen Großsegels und struktureller Schäden am Schott abbrechen mussten.
Bei der Vendée Globe 2024–2025 beschloss Yannick Bestaven auf dem 11. Platz liegend und nachdem er Kap Hoorn passiert hatte, aufgrund eines schwerwiegenden Fehlers im Steuersystem des IMOCA Maître CoQ V, der auf See nicht repariert werden konnte, einen Zwischenstopp in Ushuaia einzulegen, um die verschiedenen Schäden der letzten Tage zu beheben. Da diese Reparaturen nicht von Bestaven alleine durchgeführt werden konnten, wurde er von einem Teil seines technischen Teams in Argentinien unterstützt. Diese Hilfe bedeutet nach 49 Tagen des Rennens die Aufgabe von Yannick Bestaven und der Yacht Maître CoQ V in dieser 10. Ausgabe der Vendée Globe, da die Annahme fremder Hilfe nicht regelkonform war.

## Regatta-Erfolge (Auswahl)
| Jahr                    | Wettbewerb                                                                     | Platz                   | Bootsklasse             | Team/Boot                           | Partner                 | Bemerkungen                                                                                                  |  |
| Rennen Rund um die Welt | Rennen Rund um die Welt                                                        | Rennen Rund um die Welt | Rennen Rund um die Welt | Rennen Rund um die Welt             | Rennen Rund um die Welt | Rennen Rund um die Welt                                                                                      |  |
| ----------------------- | ------------------------------------------------------------------------------ | ----------------------- | ----------------------- | ----------------------------------- | ----------------------- | --- |  |
| 2024                    | Vendée Globe 2024/2025                                                         | DNF                     | IMOCA 60                | Maître Coq V                        | solo                    | Ausgeschieden am 30. Dezember wegen Schäden am Steuersystem                                                  |  |
| 2021                    | Vendée Globe 2020/2021                                                         | 1                       | IMOCA 60                | Maître Coq IV                       | solo                    | 80 Tage 3 Std. 49 Min. 46 Sek. (incl. 10:15 Std. Zeitgutschrift für Rettung des havarierten Kevin Escoffier) |  |
| 2008                    | Vendée Globe 2008/2009                                                         | DNF                     | IMOCA 60                | Aquarelle.com                       | solo                    | Tag 2: Mastbruch im Golf von Biskaya (wie Kito de Pavant)                                                    |  |
| Transatlantik-Rennen    |                                                                                |                         |                         |                                     |                         | |  |
| 2023                    | Transat Jacques Vabre                                                          | DNF                     | IMOCA 60                | Maître Coq V                        | mit Julien Pulvé        | [ 4 ] |  |
| 2021                    | Transat Jacques Vabre                                                          | 9                       | IMOCA 60                | Maître Coq IV                       | mit Jean-Marie Dauris   | [ 3 ] |  |
| 2019                    | Transat Jacques Vabre                                                          | 11                      | IMOCA 60                | Maître Coq IV                       | mit Roland Jourdain     | [ 3 ] |  |
| 2019                    | Route du Rhum                                                                  | DNF                     | IMOCA 60                | Maître Coq (PRB)                    | solo                    | |  |
| 2018                    | Route du Rhum Destination Guadeloupe                                           | DNF                     | IMOCA 60                | Maître Coq III                      | solo                    | Aufgabe mit technischen Schäden                                                                              |  |
| 2017                    | Transat Jacques Vabre Le Havre / Salvador da Bahia                             | 5                       | IMOCA 60                | Bastide Otio FRA-17                 | mit Kito de Pavant      | 15 Tage 3 Std.                                                                                               |  |
| 2015                    | Transat Jacques Vabre Le Havre / Itaja (Brazil)                                | 1                       | Class40                 | Le Conservateur                     | mit Pierre Brasseur     | 24 Tage 8 Std.                                                                                               |  |
| 2013                    | Transat Jacques Vabre Le Havre / Itaja (Brazil)                                | 4                       | Class40                 | watt & sea, Poitou-Charentes Region | mit Aurélien Ducroz     | 22 Tage 8 Std.                                                                                               |  |
| 2011                    | Transat Jacques Vabre Le Havre / Puerto Limon (Costa Rica)                     | 1                       | Class40                 | Aquarelle.com                       | mit Éric Drouglazet     | 21 Tage 17 Std.                                                                                              |  |
| 2008                    | Transat Québec-Saint-Malo                                                      | 2                       | FICO Class              | Cervin EnR                          | mit Crew                | 15 Tage 22 Std. 42 Min.                                                                                      |  |
| 2008                    | The Artemis Transat: Plymouth / Boston                                         | 6                       | IMOCA 60                | Cervin EnR                          | solo                    | |  |
| 2007                    | Transat Ecover BtoB Salvador da Bahia (Brazil)/ Port-la-Forêt                  | 8                       | IMOCA 60                | Cervin EnR                          | solo                    | |  |
| 2007                    | Transat Jacques Vabre Le Havre / Salvador da Bahia                             | 13                      | IMOCA 60                | Cervin EnR                          | mit Ronan Guérin        | |  |
| 2010                    | Transat AG2R La Mondiale Concarneau / Saint-Barthélemy in the Lesser Antilles  | 11                      | Bénéteau Figaro 2       |                                     | mit Christophe Bouvet   | |  |
| 2006                    | Transat AG2R Concarneau / Saint-Barthélemy (Guadeloupe)                        | 7                       | Bénéteau Figaro 2       | Aquarelle.com                       |                         | |  |
| 2001                    | Mini-Transat                                                                   | 1                       | 6,50-m-Prototyp         | Aquarelle.com                       | 2 Etappen, 30 Tage      | |  |
| Andere Regatten         |                                                                                |                         |                         |                                     |                         | |  |
| 2020                    | Vendée-Arctic-Les Sables-d'Olonne                                              | 6                       | IMOCA 60                | Maître Coq IV                       | solo                    | [ 3 ] |  |
| 2019                    | Azimut Challenge                                                               | 4                       | IMOCA 60                | Maître Coq IV                       | mit Roland Jourdain     | [ 3 ] |  |
| 2019                    | Rolex Fastnet                                                                  | 6                       | IMOCA 60                | Maître Coq IV                       | mit Roland Jourdain     | [ 3 ] |  |
| 2019                    | Bermuda 1000 Solo Race                                                         | 2                       | IMOCA 60                | Maître CoQ IV                       | solo                    | [ 3 ] |  |
| 2019                    | Guyader Grand Prix                                                             | 2                       | IMOCA 60                | Maître CoQ IV                       | mit Roland Jourdain     | [ 3 ] |  |
| 2015                    | Les Sables d'Olonne - Horta - Les Sables                                       | 1                       | Class40                 | Le Conservative                     | mit Pierre Brasseur     | |  |
| 2015                    | The Normandy Channel Race                                                      | 2                       | Class40                 | Le Conservative                     | mit Pierre Brasseur     | |  |
| 2014                    | Route du Rhum 2014                                                             | 7                       | Class40                 | Le Conservative                     | solo                    | kam als Vierter an, erhielt aber 24 Stunden Zeitstrafe                                                       |  |
| 2014                    | The Qualif' Solidaire - SNSM                                                   | 7                       | Class40                 | Le Conservative                     | solo                    | |  |
| 2014                    | The Normandy Channel Race                                                      | 9                       | Class40                 | Le Curator                          | mit Pierre Brasseur     | |  |
| 2012                    | Normandy Channel Race                                                          | 3                       | Class40                 | Phoenix Europe Express              | mit Julien Pulvé        | |  |
| 2012                    | Transat La Solidaire du Chocolat (Nantes - Saint-Nazaire / Progreso in Mexico) | 4                       | Class40                 | Aquarelle.com                       | mit Éric Drouglazet     | |  |
| 2011                    | Les Sables-d'Olonne / Horta (Faial in the Azores)/ Les Sables                  | 2                       | Class40                 | Aquarelle.com                       | mit Christophe Bouvet   | |  |
| 2009                    | Record SNSM                                                                    | 1                       | IMOCA 60                | Safran                              | mit Marc Guillemot      | |  |
| 2007                    | Cape Istanbul                                                                  | 7                       | Bénéteau Figaro 2       | Aquarelle.com                       |                         | |  |
| 2007                    | BPE Trophy Belle-Ile-en-Mer / Marie-Galante in Guadeloupe                      | 14                      | Bénéteau Figaro 2       | Aquarelle.com                       |                         | |  |

## Galerie

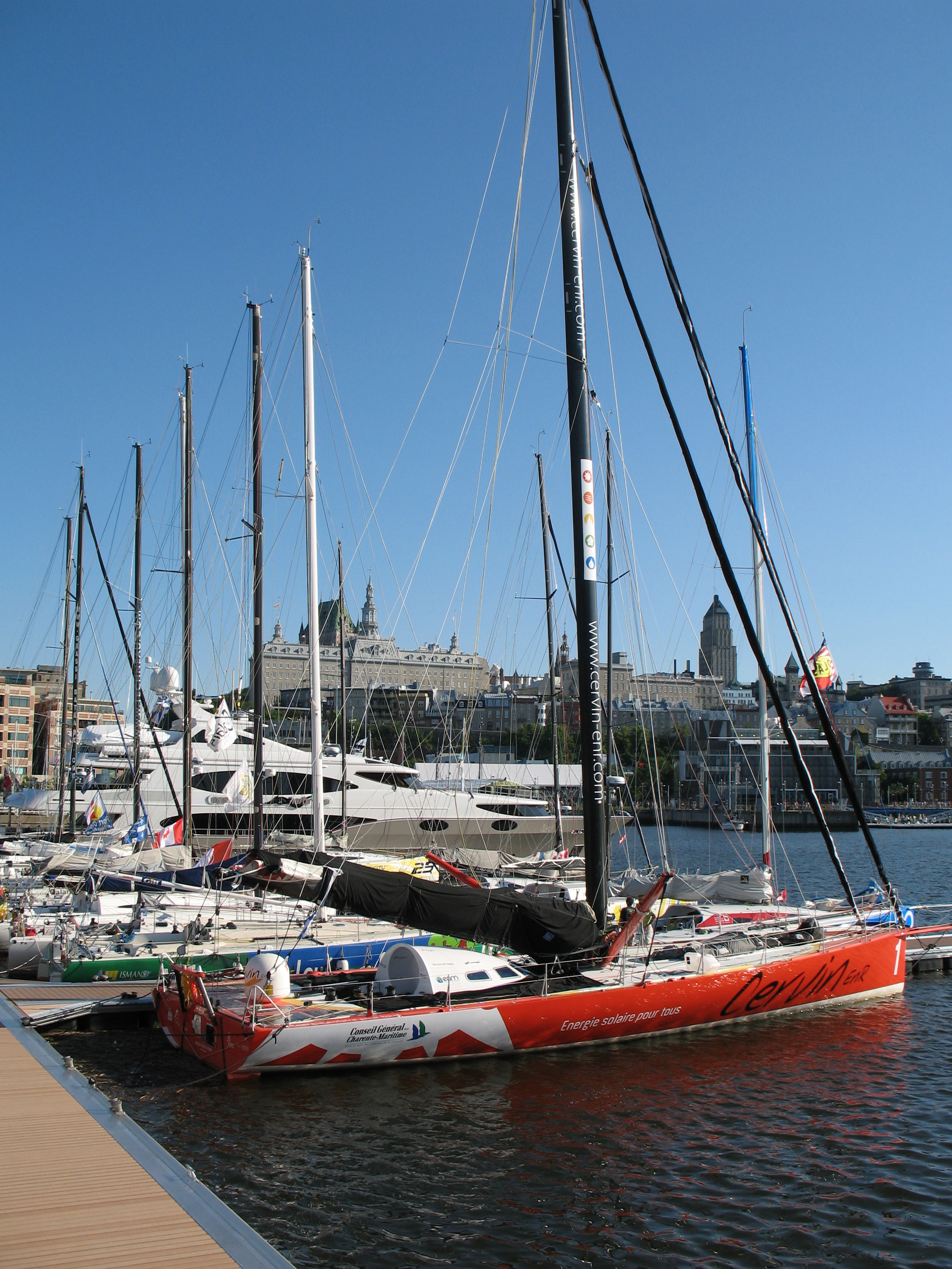
IMOCA 60 Cervin ENR, Saint-Malo, 2008
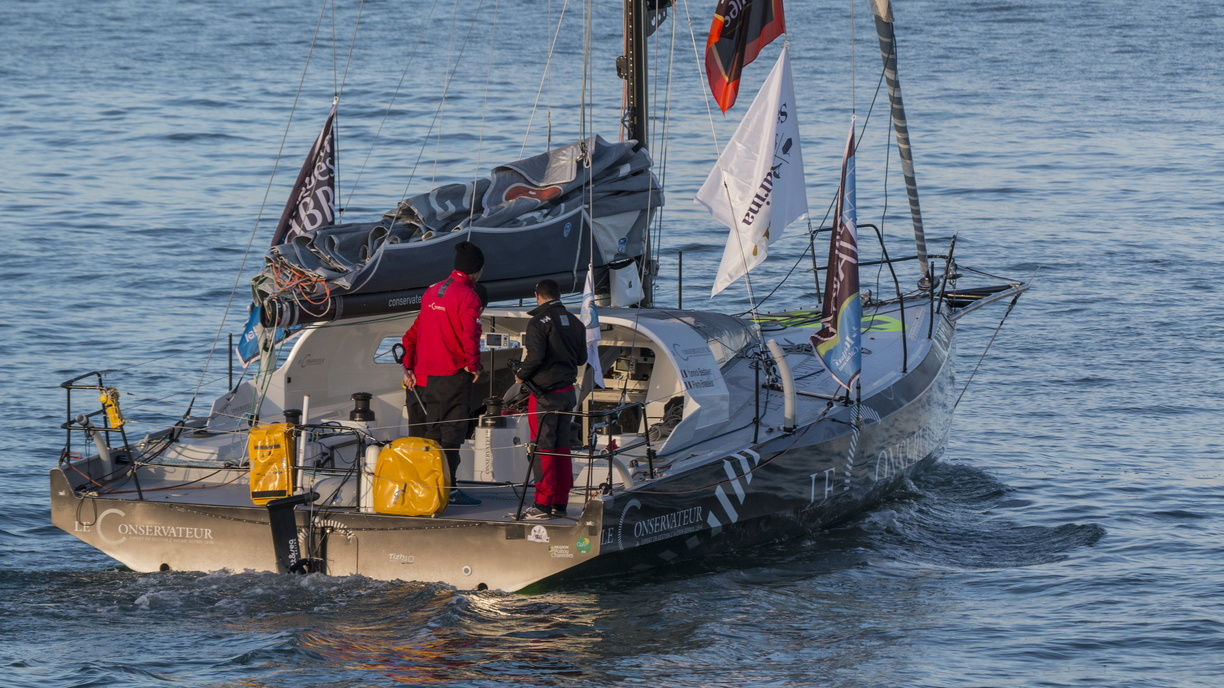
Yacht Le Conservateur (Class40) beim Start Transat Jacques Vabre, 2015
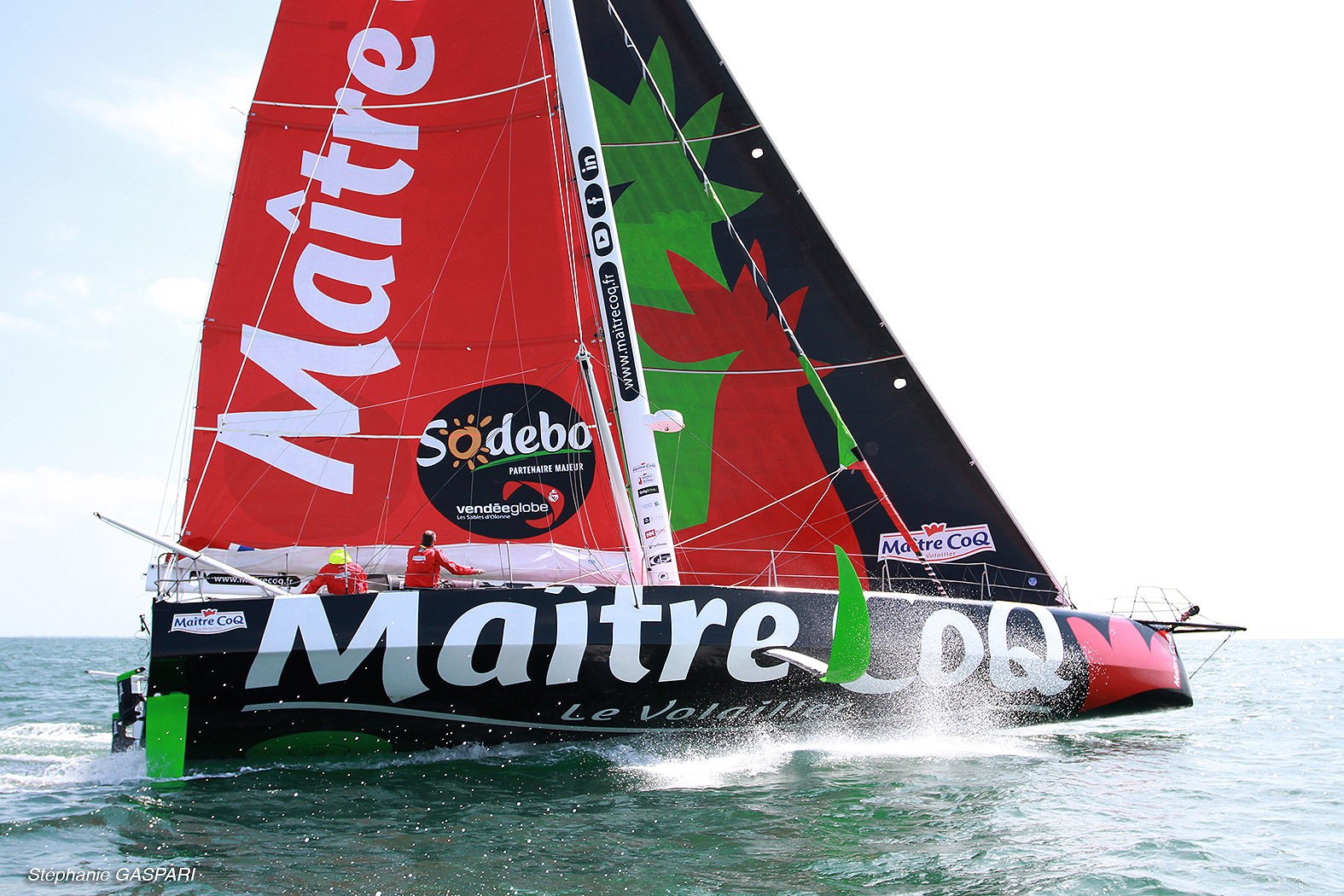
IMOCA 60 Maître CoQ IV, 2020
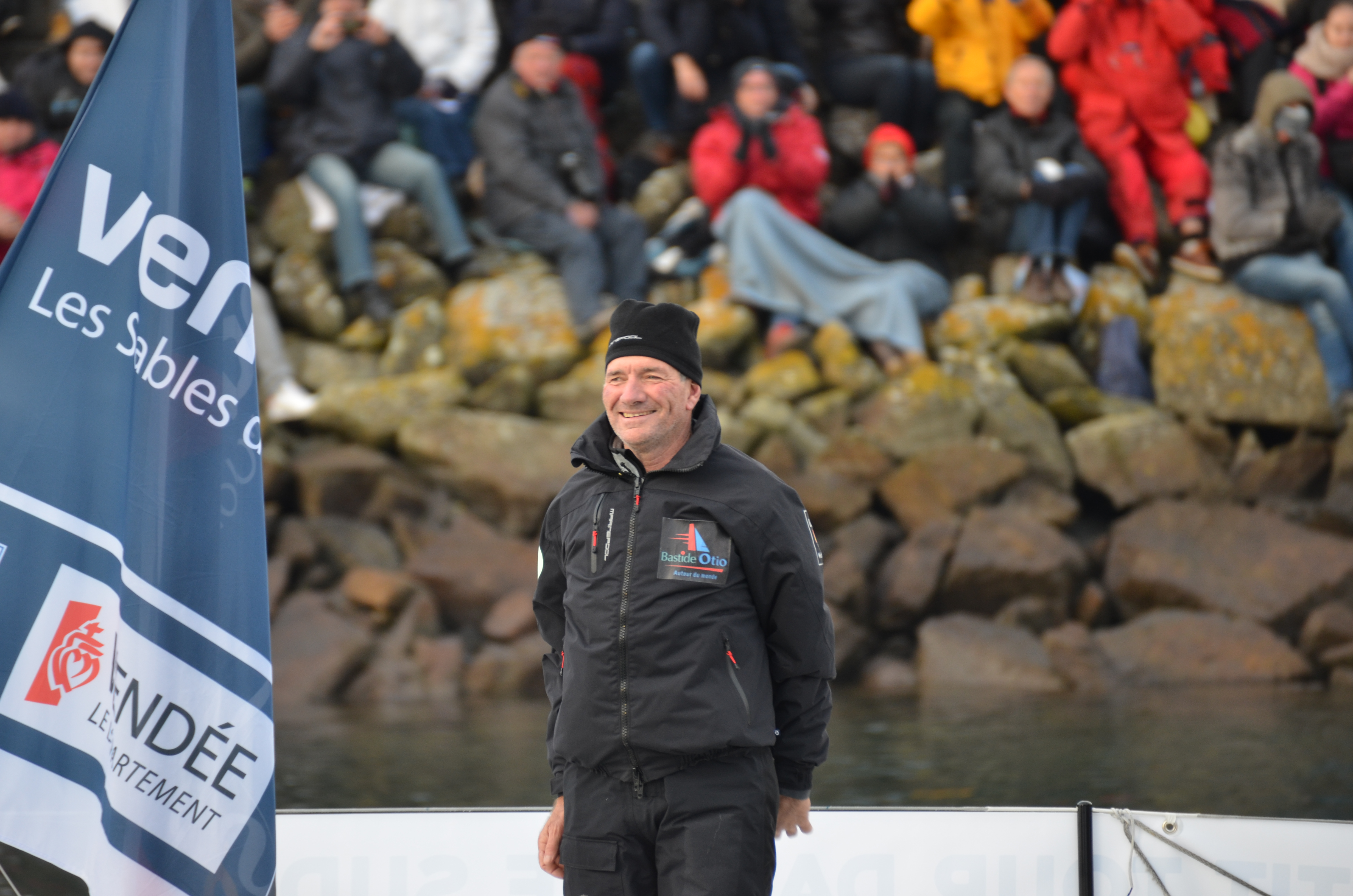
IMOCA 60 Maître CoQ V, 2023

## Ehrungen
- 2021:
  -  (6. Dezember) Chevalier de la Légion d’Honneur (deutsch Ritterkreuz der Französischen Ehrenlegion) für die Verdienste als Navigator, als Chef eines auf die Konzeption von Wassergeneratoren spezialisierten Unternehmens (27 Jahre im Dienst) und für den Sieg bei der Vendée Globe 2020/2021.
  - Wahl zum Seemann des Jahres des französischen Segelverbandes Fédération Française de Voile[9]
- 2024:  Ritter des Ordre du Mérite maritime (deutsch Seeverdienstorden)

## Privatsphäre
Yannick Bestaven lebt seit dem Jahr 1999 in La Rochelle in Charente-Maritime. Als Unterstützer des Rugby Union -Vereins Stade Rochelais aus La Rochelle besitzt er eine Dauerkarte für das Stadion Stade Marcel-Deflandre, wo die Heimspiele stattfinden.

## Bibliographie
- 2021: Mon tour du monde en 80 jours, (deutsch Meine Reise um die Erde in 80 Tagen), Autobiographie zum Sieg bei der Vendée Globe 2020/2021, von Yannick Bestaven und Éric Loizeau, Verlag Éditions Gallimard (benannt nach dem Roman Reise um die Erde in 80 Tagen, aus dem Jahr 1872, von Jules Verne).